# Acanthepeira stellata
Acanthepeira stellata är en spindelart som först beskrevs av Charles Athanase Walckenaer 1805.  Acanthepeira stellata ingår i släktet Acanthepeira, och familjen hjulspindlar. Inga underarter finns listade.